# Socha Věry Špinarové
Socha Věry Špinarové, nazývaná také památník či pomník Věry Špinarové, je exteriérová bronzová plastika. Nachází se v Husově sadu v ostravské části Moravská Ostrava. Dílo, jehož autorem je český sochař David Moješčík (*1974), ztvárňuje zpěvačku Věru Špinarovou (1951–2017), která žila také v Ostravě.

## Historie a popis
Plastika, která vznikla litím bronzu, představuje populární zpěvačku jako stojící oblečenou ženu v životní velikosti. Je zachycena v dynamickém postoji s rozpaženýma rukama a s nohama v kontrapostu. Byla odhalena 16. října 2018. Podoba zpěvačky je velice realistická. Výrazně tak ukazuje na její charismatickou a energickou osobnost a přínos české hudbě.[zdroj?] Byla vytvořena sochařem Davidem Moješčíkem, který se pokusil o zachycení její podstaty a ducha. Dílo však od samého počátku koncipoval jako interaktivní, podobně jako některé ze svých dřívějších portrétů. Nevytvářel a ani nezamýšlel své dílo jako pomník či památník.[zdroj?] V duchu své dřívější portrétní tvorby tuto sochu utvářel se značnou mírou ironie. Plastika je umístěna na nízkém a širokém kamenném soklu ve tvaru gramofonové desky. Dílo se také stalo předmětem pozitivní i negativní kritiky. Existují i snahy dílo odstranit.

## Další informace
Dílo je celoročně volně přístupné. Socha má i vlastní instagramový účet.

## Galerie

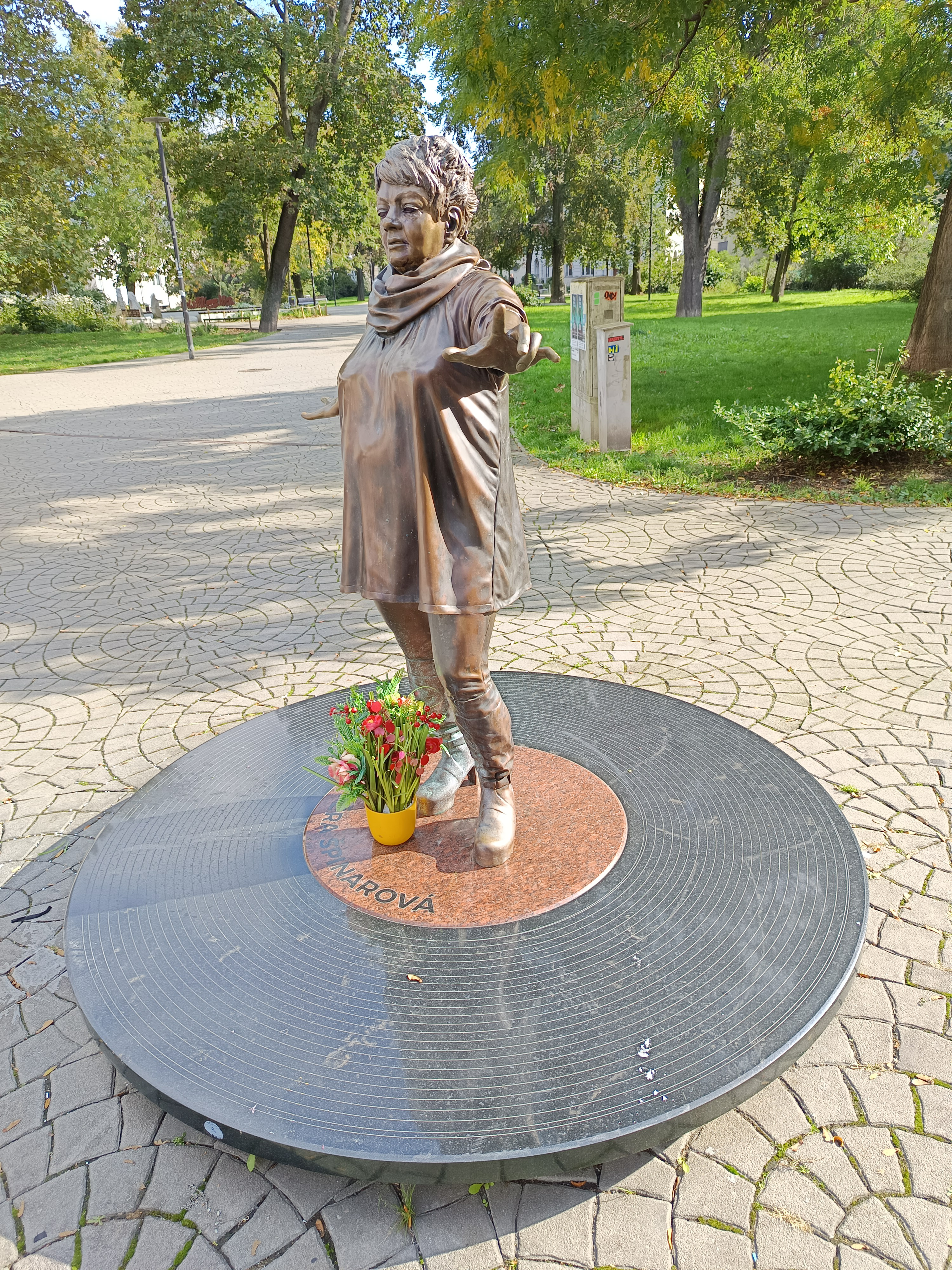
Boční pohled
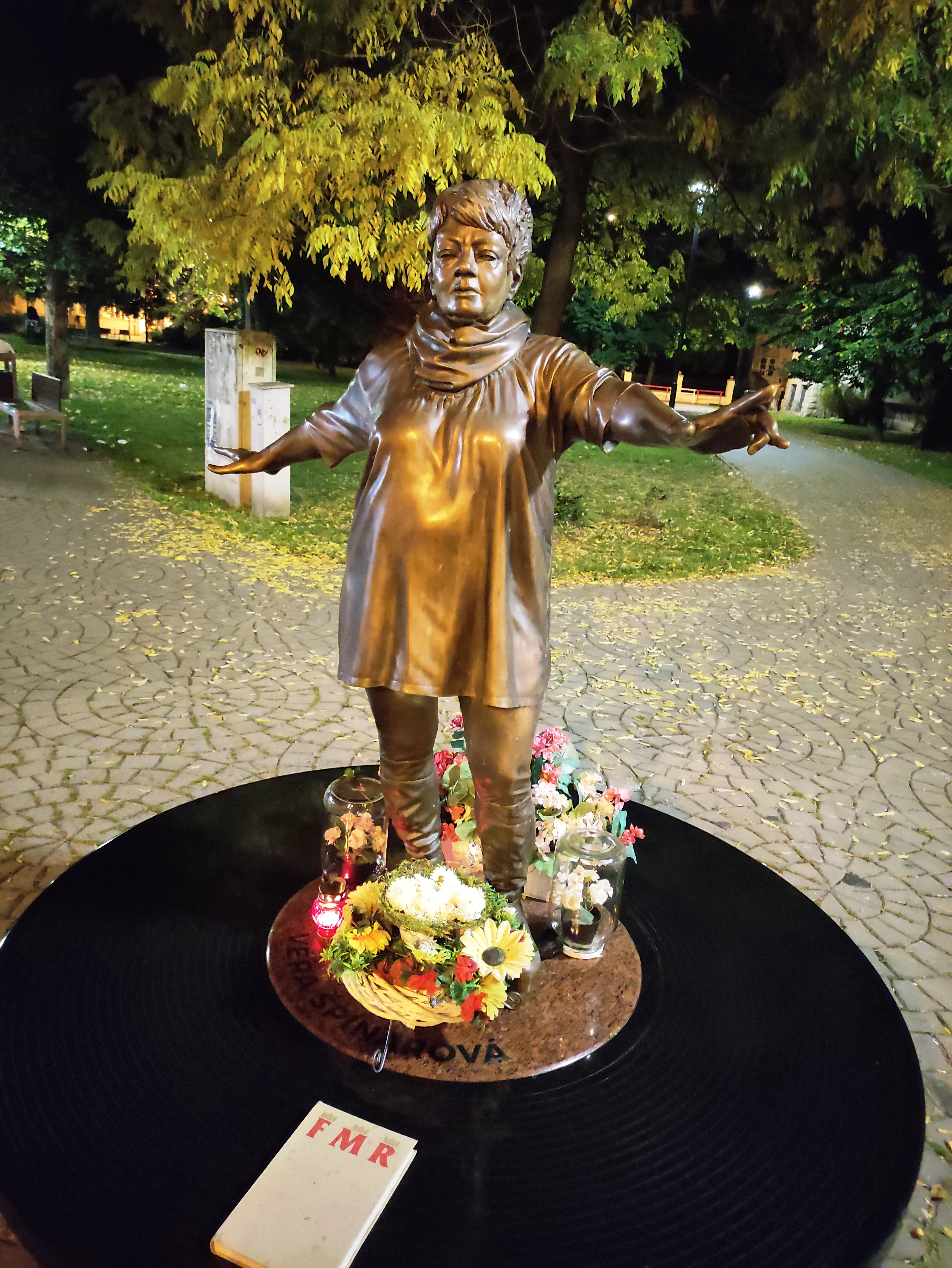
Čelní pohled
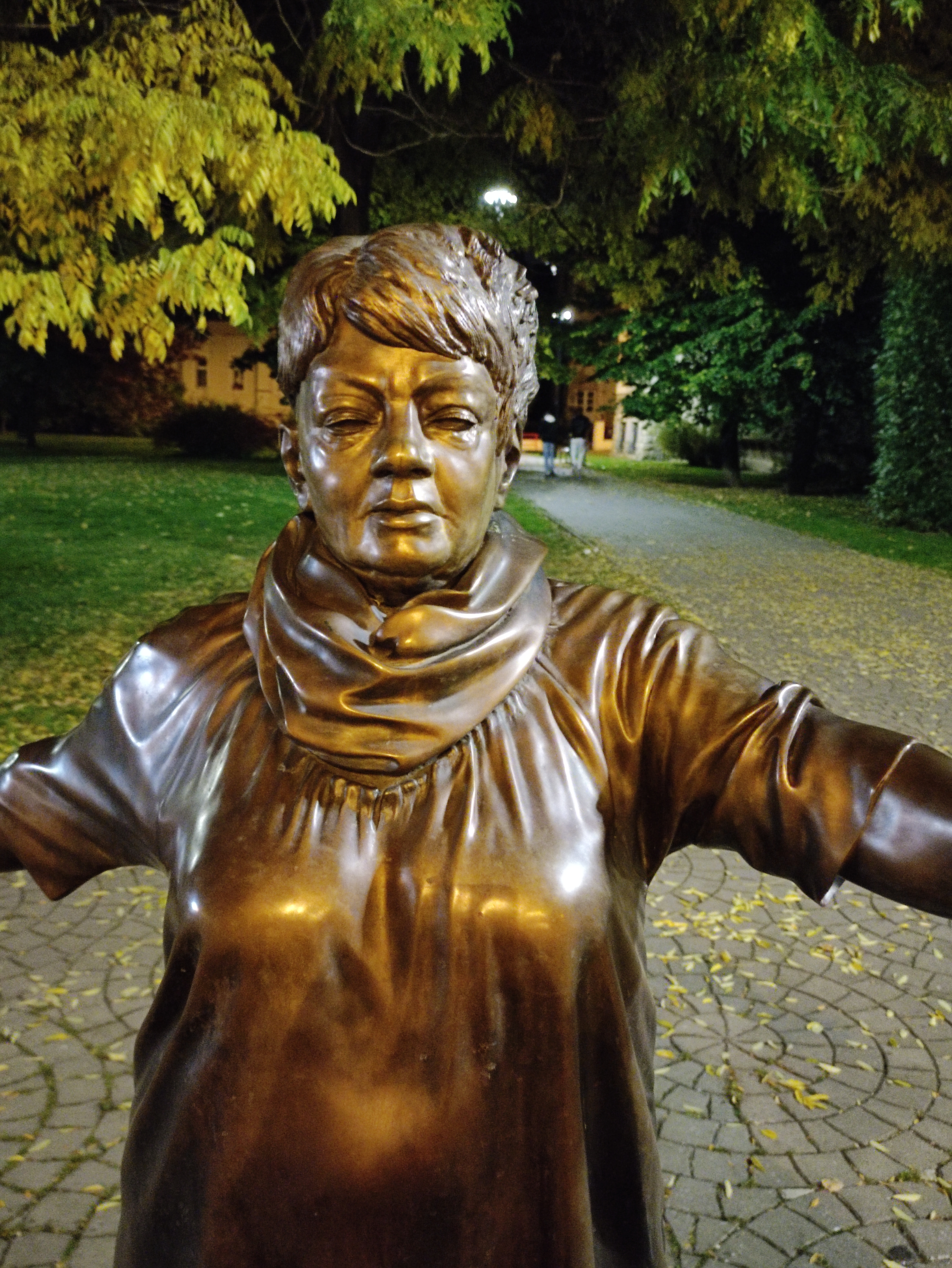
Detail